# Kremis
Kremis es una comuna o municipio del círculo de Yelimané de la región de Kayes, en Malí. En abril de 2009 tenía una población censada de 11 044 habitantes.
Se encuentra ubicada al oeste del país y al norte de la región de Kayes, en la zona climática del Sahel, cerca de la frontera con Mauritania y la región de Kulikoró.